# Magyarkeresztúr
Magyarkeresztúr is een plaats (község) en gemeente in het Hongaarse comitaat Győr-Moson-Sopron. Magyarkeresztúr telde in 2001 511 inwoners.